# Casa Vojislavljevićilor
Casa sau Dinastia Vojislavljevićilor a fost cea de-a doua dinastie sârbească medievală, numită astfel după arhicontele Stefan Vojislav, care a luptat cu formațiunile politice din Duklja, Travunia, Zahumlje, Rascia și Bosnia. Oamenii cheie a dinastiei Vojislavljevićilor au fost izgoniți de către batalioanele de cadeți a Vukanovićilor și Nemanjićilor spre sfârștiul secolului al XII-lea